# Agentur für Luft- und Raumfahrt
Die Agentur für Luft- und Raumfahrt (ALR), englisch Aeronautics and Space Agency (ASA) in Wien ist eine Organisation mit dem Ziel, die österreichische Weltraumforschung im Zusammenhang mit Aktivitäten und Programmen national sowie international zu koordinieren.

## Geschichte

### Vorgeschichte der österreichischen Raumfahrt
Frühe Namen der Raketen- und Weltraumforschung in Österreich waren u. a.: Conrad Haas, Johannes Kepler, Maximilian Hell, Vinzenz von Augustin, Viktor Franz Hess, Franz Ulinski, Hermann Oberth und Alfred Wegener.
Am 26. November 1969 wurden dann zum ersten Mal wissenschaftliche Weltrauminstrumente in Norwegen gestartet.

### Gründungsgeschichte
Am 12. Juli 1972 wurde die Österreichische Gesellschaft für Weltraumfragen (Austrian Space Agency, ASA) gegründet. Im Jahre 1976 entschied die österreichische Regierung – auch unter Einfluss des Ölschocks der 1970er – als Vorbereitung zum Beitritt zur Europäischen Weltraumorganisation (ESA) neben Weltraum- auch die seinerzeit noch raumfahrtorientierte Solartechnologie zu forcieren. Die Österreichische Gesellschaft für Weltraumfragen wurde auf Wunsch von Ministerin Hertha Firnberg zum 1. Januar 1977 in Österreichische Gesellschaft für Sonnenenergie und Weltraumfragen (Austrian Solar and Space Agency, ASSA) umbenannt.
Der erste österreichische Beitrag zu einer Raumfahrtmission wurde zur Spacelab ab 1975 geleistet, und in Folge zu Venera 13 und Venera 14, und weiters Vega 1 und Vega 2, sowie Fobos, mit einem Fokus au Magentographie.
Im Jahre 1987 wurde Österreich Voll-Mitglied der ESA, die Organisation wurde in ASA rückbenannt, die Solar- und Windtechnologieforschung den Austrian Research Centers Seibersdorf (ARCS) angegliedert.
Wichtige Projekte der ASA war der Flug des ersten österreichischen Astronauten Franz Viehböck zur Raumstation Mir im Jahr 1991, und die Mitarbeit am SPACELAB-1, der internationalen Raumstation ISS und am GALILEO-Projekt.
2005 wurde die Austrian Space Agency in die Agentur für Luft- und Raumfahrt übergeführt (der englische Name Aeronautics and Space Agency dient der Beibehaltung der etablierten Abkürzung ASA). Dabei wurde sie in die Forschungsinfrastrukturorganisation der September 2004 gegründeten Österreichischen Forschungsförderungsgesellschaft (FFG) eingegliedert und untersteht dem Wissenschaftsministerium. Die operative Seite der Forschung und Entwicklung ist in das 2002 begonnene Austrian Space Applications Programme (ASAP)
und zahlreiche universitäre und außeruniversitäre Spezialprojekte eingebettet. Die Agentur dient seither der internationalen und „Österreichs Wirtschaft und Wissenschaft als Andockstation zur internationalen Luft- und Raumfahrtszene und zentraler Ansprechpartner zur Koordination aller luft- und raumfahrtrelevanter Aktivitäten“. Parallel wurde ihr auch ein Beirat für Luft- und Raumfahrt zur Seite gestellt, der „die Geschäftsführung der FFG sowie die Leitung der Agentur selbst insbesondere bei der Strategieentwicklung in der Luft- und Raumfahrt unterstützt.“
Im Juli 2015 wurde Andreas Geisler als Nachfolger des im Mai 2015 verstorbenen Harald Posch zum Leiter der Agentur bestellt. Vorsitzender des Beirats ist Wolfgang Wagner. Der langjährige Beirats-Vorsitzende Peter Jankowitsch ist inzwischen Ehrenvorsitzender.
2019 beliefen sich die Ausgaben auf rund 76 Mio. €. Dabei entfallen etwa 57 Mio. € auf Beiträge zur ESA (18 Mio. € entfallen auf das ESA-Pflichtprogramm und zirka 39 Mio. € auf Wahlprogramme).

## Aufgaben
Die Funktionen sind:
- Umsetzung der österreichischen Luft- und Weltraumpolitik
- Vertretung Österreichs in den Gremien der EU, der Europäischen Weltraumorganisation ESA und EUMETSAT
- Organisation und Management der Beteiligung an bilateralen und internationalen Aerospace-Programme (ESA/EUMETSAT/ACARE Programmbeteiligungen)
- Nachhaltiger Aufbau und Stärkung des österreichischen Luft- und Weltraumclusters
- Unterstützung des Außenministeriums in raumfahrtrelevanten Themenbereichen, i. e. Vertretung Österreichs bei UN-COPUOS, European Commission
- Organisation und Abwicklung von luft- und raumfahrtrelevanten Events, Ausbildungs- und Trainingsaktivitäten

Enger Kontakt besteht auch mit den beiden in Wien ansässigen internationalen Gremien, dem
Europäischen Institut für Weltraumpolitik (ESPI) und dem Büro der Vereinten Nationen für Weltraumfragen (UNOOSA).